# خودگردانی خودرو

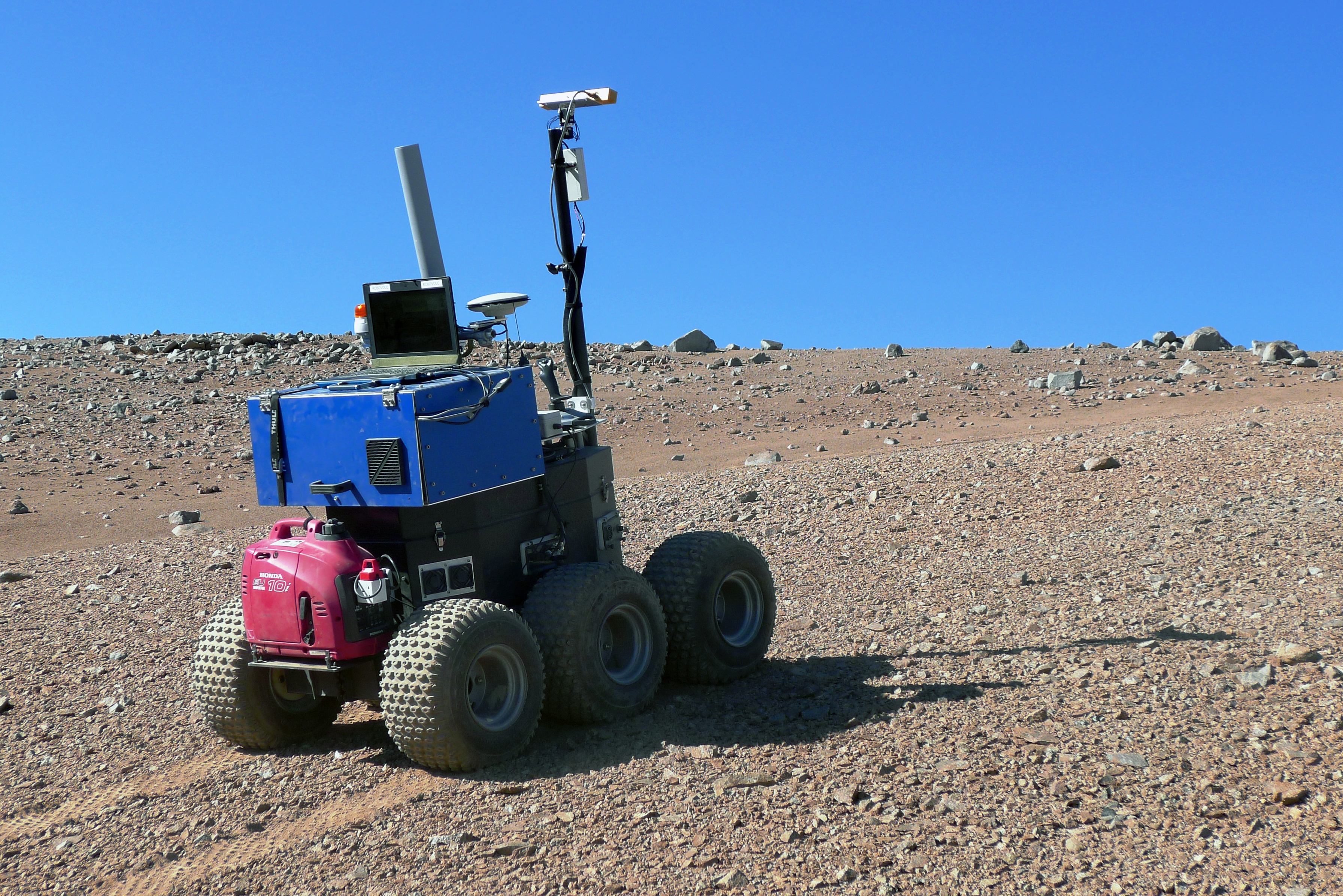
مریخ نورد مستقل ESA Seeker هنگام آزمایش در Paranal.

خودگردانی خودرو (به انگلیسی: Vehicular automation) به یک ویژگی مهندسی گفته می‌شود که با به‌کارگیری مکاترونیک، هوش مصنوعی و سامانه چند عامله به خودروها امکان رانندگی خودرو یا خودگردان را فراهم می‌کند. این ویژگی‌ها و وسایل نقلیه‌ای که از آنها استفاده می‌کنند ممکن است پسوندهای هوشمند یا خودگردان یا خودکار دارند. وسیله نقلیه‌ای که فقط برای برخی از کارهای دشوار به ویژه در مسیریابی امکانات محدود خودگردانی داشته باشد را با نام نیمه خودگردان یا نیمه خودکار می‌شناسند؛ بنابراین وسیله نقلیه‌ای که فقط به خودگردانی متکی است با عنوانهای رباتیک یا ربات خودمختار نامیده می‌شود.
با اختراع مدار مجتمع، پیشرفت‌های فناوری‌های خودکارسازی افزایش یافت. سازندگان و پژوهشگران با کمک این مدارها قابلیت‌های خودگردانی را به خودروها و سایر وسایل نقلیه اضافه کردند. فناوری به کار رفته شده در پیاده‌سازی وسایل نقلیه خودمختار بسیار گسترده است، از پیشرفت ای فناوری در خود وسیله نقلیه گرفته تا فناوری‌های محیطی که مرتبط به محیط اطراف خودرو باشد.
با افزایش استفاده از وسایل نقلیه خودکار، تأثیر آنها در زندگی انسان بیشتر می‌شود. اگرچه وسایل نقلیه خودکار مزایای مختلفی را به همراه دارند، اما نگرانی‌های مختلفی نیز دربارهٔ آنها وجود دارد. همچنین هنوز چالش‌های بزرگ در این فناوری وجود دارد که وسایل نقلیه خودگردان به دنبال پیروزی بر آنها هستند. همین‌طور چالش‌هایی برای اجرای فناوری‌های خودگردان در مقایس بزرگ وجود دارد.

## جستارهای بیرونی
- وب سایت اتومبیل هوشمند کمیسیون اروپا
- وزارت حمل و نقل ایالات متحده - پایگاه دفتر برنامه مشترک حمل و نقل هوشمند

1. ↑  "Self-steering Mars Rover tested at ESO's Paranal Observatory". ESO Announcement. Retrieved 21 June 2012.